# Calice al Cornoviglio
Calice al Cornoviglio là một đô thị ở tỉnh La Spezia trong vùng Liguria của Ý, có cự ly khoảng 70 km về phía đông nam của Genoa và khoảng 11 km về phía bắc của La Spezia. Tại thời điểm ngày 31 tháng 12 năm 2004, đô thị này có dân số 1.175 người và diện tích là 34,1 km².
Calice al Cornoviglio giáp các đô thị sau: Beverino, Follo, Mulazzo, Podenzana, Rocchetta di Vara, Tresana.